# Erosne bracteata
Erosne bracteata är en insektsart som beskrevs av Carl Stål. Erosne bracteata ingår i släktet Erosne och familjen hornstritar. Inga underarter finns listade i Catalogue of Life.